# Jacques Ciron
Pour les articles homonymes, voir Ciron.
Jacques Ciron est un acteur français, né le 17 mai 1928 à Paris 17e et mort le 7 décembre 2022 à Paris 20e.

## Biographie

### Jeunesse et études
Jacques Maurice René Ciron naît le 17 mai 1928 à Paris 17e,.

### Carrière
Grâce à son allure et à sa voix, il devient un second rôle très populaire du cinéma et du théâtre de boulevard, notamment dans l'émission Au théâtre ce soir. Également très actif dans le milieu du doublage, il prête entre autres sa voix à plusieurs films d'animation des studios Disney ainsi qu'au personnage d'Alfred Pennyworth dans de nombreuses séries télévisées, films d'animation et films live Batman. Il a également prêté sa voix au clown maléfique Grippe-Sou dans le téléfilm « Il » est revenu.

### Mort
Jacques Ciron meurt le 7 décembre 2022 à l'âge de 94 ans,, à Paris 20e. Il est incinéré au crématorium du cimetière du Père-Lachaise.

## Théâtre
- 1952 : Quarante et quatre de Jean Davray, mise en scène Raymond Rouleau, théâtre Michel
- 1954 : Colombe de Jean Anouilh, mise en scène André Barsacq, théâtre de l'Atelier
- 1954 : Docteur Jekyll et Mister Hyde de Frédéric Dard, mise en scène Robert Hossein, théâtre du Grand-Guignol
- 1955 : La Monnaie de ses rêves d'André Ransan, mise en scène René Rocher, théâtre du Grand-Guignol
- 1955 : La Tueuse d'André-Paul Antoine, théâtre du Grand-Guignol
- 1955 : Port-Royal d'Henry de Montherlant, mise en scène Jean Marchat, Festival d'Anjou
- 1957 : César et Cléopâtre de George Bernard Shaw, mise en scène Jean Le Poulain, théâtre Sarah-Bernhardt
- 1957 : Trois souris aveugles d’Agatha Christie, mise en scène Christian-Gérard, théâtre de la Renaissance
- 1957 : Wako, l’abominable homme des neiges de Roger Duchemin, mise en scène Jean Le Poulain, théâtre Hébertot
- 1958 : Les Parisiens d'Irène Strozzi et Jean Parédès, mise en scène Christian-Gérard, théâtre de l'Œuvre
- 1958 : Nous entrerons dans la carrière de René Catroux, mise en scène Raymond Rouleau, théâtre Édouard-VII
- 1959 : Trésor Party de Bernard Régnier d'après un roman de Wodehouse, mise en scène Christian-Gérard, théâtre La Bruyère
- 1959 : Chérie noire de François Campaux, mise en scène Jacques Charon, théâtre des Bouffes-Parisiens
- 1959 : Cyrano de Bergerac d'Edmond Rostand, mise en scène Charles Gantillon, Jean Le Poulain, théâtre des Célestins
- 1959 : Hamlet de William Shakespeare, mise en scène Jean Darnel, Arènes de Saintes
- 1960 : Jean de la Lune de Marcel Achard, mise en scène Bernard Dhéran
- 1960 : Tartuffe de Molière, mise en scène Jean Le Poulain, Festival de Bellac
- 1961 : Lawrence d'Arabie de Terence Rattigan, mise en scène Michel Vitold, théâtre Sarah-Bernhardt
- 1961 : Chérie noire de François Campaux, mise en scène de l'auteur, théâtre des Nouveautés
- 1964 : Têtes de rechange de Jean-Victor Pellerin, mise en scène Jean Le Poulain, théâtre des Bouffes-Parisiens
- 1965 : Le Sacristain bossu de E.G Berreby, mise en scène André Villiers, Théâtre en rond
- 1965 : Le Bourgeois gentilhomme de Molière, mise en scène Jean Darnel, château d'Angers
- 1967 : Baby Hamilton de Maurice Braddell et Anita Hart, mise en scène Christian-Gérard, théâtre de la Porte-Saint-Martin
- 1966 : Interdit au public de Jean Marsan, mise en scène Jean Le Poulain, théâtre Marigny
- 1968 : Adieu Berthe de John Murray et Allen Boretz, mise en scène Jacques Charon, théâtre des Bouffes-Parisiens
- 1970 : Caligula d'Albert Camus, mise scène Georges Vitaly, théâtre La Bruyère
- 1971 : Chérie noire de François Campaux, mise en scène Michel Vocoret, théâtre des Nouveautés
- 1971 : Le Nu au tambour de Noël Coward, mise en scène Jacques-Henri Duval, théâtre Michel
- 1971 : Dumas le magnifique d'Alain Decaux, mise en scène Julien Bertheau, théâtre du Palais-Royal
- 1972 : Le Saut du lit de Ray Cooney et John Chapman, mise en scène Jean Le Poulain, théâtre Montparnasse
- 1974 : La Bande à Glouton de Jacques Fabbri et André Gillois, mise en scène Jacques Fabbri, théâtre de l'Œuvre
- 1978 : Le Faiseur d'Honoré de Balzac, mise en scène Pierre Franck, théâtre Marigny
- 1979 : Le Bourgeois gentilhomme de Molière, mise en scène Marcelle Tassencourt, théâtre Mogador
- 1980 : Reviens dormir à l’Élysée de Jean-Paul Rouland et Claude Olivier, mise en scène Michel Roux, Comédie-Caumartin
- 1992 : L'Amour foot de Robert Lamoureux, mise en scène Francis Joffo, théâtre Antoine
- 1996 : Le Bal des voleurs de Jean Anouilh, mise en scène Jean-Claude Idée, théâtre Montparnasse
- 1999-2000 : Ma femme s'appelle Maurice de Raffy Shart, mise en scène Jean-Luc Moreau, théâtre Marigny
- 2001 : Les magouilleurs de Jacques Guarinos, mise en scène Jacqueline Bœuf, tournée Artémis Diffusion (France, Suisse, Belgique)
- 2003 : Célimare le bien-aimé d'Eugène Labiche, mise en scène Jacqueline Bœuf, théâtre Tête d'or
- 2004-2005 : Folles de son corps de Gérard Moulevrier, mise en scène Alain Sachs, théâtre des Bouffes-Parisiens et tournée
- 2005-2007 : La Cantatrice chauve d'Eugène Ionesco, mise en scène Arnaud Denis, théâtre des Blancs-Manteaux, théâtre Clavel et Vingtième Théâtre
- 2011 : Non je n'ai pas joué avec Sarah Bernhardt de Marc Goldberg, David Ajchenbaum et Jacques Ciron, mise en scène Marc Goldberg, Vingtième Théâtre

## Filmographie

### Cinéma
- 1952 : Les Dents longues de Daniel Gélin : un journaliste de Paris-France
- 1952 : Le Plus Heureux des hommes d'Yves Ciampi
- 1952 : L'Île aux femmes nues d'Henri Lepage : Hyacinthe
- 1952 : Un caprice de Caroline chérie de Jean Devaivre
- 1952 : Je suis un mouchard de René Chanas
- 1952 : Week-end à Paris (Innocents in Paris) de Gordon Parry : l'officier de marine
- 1952 : La Loterie du bonheur de Jean Gehret
- 1954 : Les Fruits de l'été de Raymond Bernard
- 1954 : Tout chante autour de moi de Pierre Gout
- 1955 : French Cancan de Jean Renoir : le premier gommeux
- 1955 : La Madone des sleepings d'Henri Diamant-Berger
- 1955 : Tant qu'il y aura des femmes d'Edmond T. Gréville
- 1955 : Marie-Antoinette reine de France de Jean Delannoy : un courtisan
- 1956 : Mon curé chez les pauvres d'Henri Diamant-Berger
- 1956 : Bonsoir Paris, bonjour l'amour de Ralph Baum
- 1956 : Et Dieu… créa la femme de Roger Vadim : le secrétaire d'Éric
- 1958 : Maigret tend un piège de Jean Delannoy : le réceptionniste de l'hôtel
- 1958 : Gigi, de Vincente Minnelli
- 1959 : Le Testament du docteur Cordelier de Jean Renoir : un passant
- 1959 : Merci Natercia de Pierre Kast
- 1961 : Les Livreurs de Jean Girault
- 1961 : Tout l'or du monde de René Clair
- 1964 : Les Gorilles de Jean Girault : un consommateur
- 1964 : Lady L. de Peter Ustinov
- 1966 : Sept fois femme (Woman Times Seven) de Vittorio De Sica : Féval
- 1967 : Mayerling de Terence Young : un fonctionnaire police
- 1967 : La Prisonnière d'Henri-Georges Clouzot : le spécialiste au vernissage
- 1968 : Le Cerveau de Gérard Oury : l'inspecteur Duboeuf
- 1968 : La Femme écarlate de Jean Valère
- 1970 : Sortie de secours de Roger Kahane
- 1973 : Contre une poignée de diamants (The Black Windmill) de Don Siegel
- 1977 : Comme sur des roulettes de Nina Companeez : l'homme aux nouilles
- 1979 : Les Charlots en délire d'Alain Basnier : P.D.G. Bois
- 1980 : Bobo la tête de Gilles Katz (inédit)
- 1981 : Chambre d'hôtel (Camera d'albergo) de Mario Monicelli : Vittorio
- 1984 : Les Ripoux de Claude Zidi : le patron du restaurant chic
- 1986 : Nuit docile de Guy Gilles :
- 1987 : L'Insoutenable Légèreté de l'être (The Unbearable Lightness of Being) de Philip Kaufman : le directeur du restaurant suisse
- 1987 : Frantic de Roman Polanski : le directeur de l'hôtel
- 1989 : la Révolution française (épisode « Les Années Lumière ») de Robert Enrico : Joseph-Ignace Guillotin
- 1990 : Une femme parfaite (Sweet Revenge) de Charlotte Brändström
- 1991 : Money de Steven Hilliard Stern : le détective
- 1991 : 588, rue Paradis d'Henri Verneuil
- 1996 : Le Roi des Aulnes (Der Unhold) de Volker Schlöndorff : l'avocat
- 2006 : Incontrôlable de Raffy Shart : le militaire dans l'église
- 2006 : Ensemble, c'est tout de Claude Berri : le curé
- 2009 : Quelque chose à te dire de Cécile Telerman : le notaire
- 2011 : La Croisière de Pascale Pouzadoux : Raymond
- 2012 : Paris-Manhattan de Sophie Lellouche : le bâtonnier

### Télévision
- 1959 : Les Trois Mousquetaires de Claude Barma
- 1959 : La caméra explore le temps, épisode : La citoyenne Villirouët de Guy Lessertisseur
- 1959 : Attention... Je pique !, d'Ange Casta et Michèle Angot.
- 1961 : L'Amour des trois oranges de Pierre Badel
- 1963 : L'inspecteur Leclerc enquête de Claude Barma, épisode : Bonjour Commissaire
- 1966 : Au théâtre ce soir : Chérie noire de François Campaux, mise en scène de l'auteur, réalisation Pierre Sabbagh, théâtre Marigny
- 1966 : Au théâtre ce soir : Interdit au public de Roger Dornès et Jean Marsan, mise en scène Jean Le Poulain, réalisation Pierre Sabbagh, théâtre Marigny
- 1966 : La Chasse au météore de Roger Iglesis
- 1968 : Au théâtre ce soir : Boléro de Michel Duran, mise en scène Alfred Pasquali, réalisation Pierre Sabbagh, théâtre Marigny
- 1968 : Au théâtre ce soir : Azaïs de Georges Berr et Louis Verneuil, mise en scène Jean Le Poulain, réalisation Pierre Sabbagh, théâtre Marigny
- 1968 : Au théâtre ce soir : Baby Hamilton de Maurice Braddell et Anita Hart, mise en scène Christian-Gérard, réalisation Pierre Sabbagh, théâtre Marigny
- 1969 : Au théâtre ce soir : Une femme ravie de Louis Verneuil, mise en scène Robert Manuel, réalisation Pierre Sabbagh, théâtre Marigny
- 1970 : Au théâtre ce soir : Adieu Berthe d'Allen Boretz et John Murray, adaptation Albert Husson, Francis Blanche, mise en scène Jacques Charon, réalisation Pierre Sabbagh, théâtre Marigny
- 1970 : Ne vous fâchez pas Imogène de Lazare Iglesis
- 1971 : Au théâtre ce soir : Une histoire de brigands de Jacques Deval, mise en scène Jacques Mauclair, réalisation Pierre Sabbagh, théâtre Marigny
- 1971 : Au théâtre ce soir : Fric-Frac d'Édouard Bourdet, mise en scène Jean Le Poulain, réalisation Pierre Sabbagh, théâtre Marigny
- 1972 : L'Homme qui revient de loin de Michel Wyn : Le directeur du magasin
- 1973 : Molière pour rire et pour pleurer de Marcel Camus : L'huissier de Lyon
- 1974 : Au théâtre ce soir : Le Procès de Mary Dugan de Bayard Veiller, mise en scène André Villiers, réalisation Georges Folgoas, théâtre Marigny
- 1974 : Malaventure; épisode Un plat qui se mange froid de Joseph Drimal : Dufour
- 1975 : Au théâtre ce soir : La Nuit du 16 janvier d'Ayn Rand, mise en scène André Villiers, réalisation Pierre Sabbagh, théâtre Édouard-VII
- 1975 : Au théâtre ce soir : Le Nu au tambour de Noël Coward, mise en scène Jacques-Henri Duval, réalisation Pierre Sabbagh, théâtre Édouard-VII
- 1975 : Marie-Antoinette de Guy Lefranc
- 1977 : Au théâtre ce soir : Nuit folle de Paul Gerbert, mise en scène Jacques Ardouin, réalisation Pierre Sabbagh, théâtre Marigny
- 1977 : Au théâtre ce soir : Le Faiseur d'Honoré de Balzac, mise en scène Pierre Franck, réalisation Pierre Sabbagh, théâtre Marigny
- 1977 : Fachoda, la mission Marchand de Roger Kahane (un député)
- 1978 : Au théâtre ce soir : Si tout le monde en faisait autant de John Boynton Priestley, mise en scène André Villiers, réalisation Pierre Sabbagh, théâtre Marigny
- 1979 : Au théâtre ce soir : Good Bye Charlie de George Axelrod, adaptation Pierre Barillet et Jean-Pierre Gredy, mise en scène Georges Vitaly, réalisation Pierre Sabbagh, théâtre Marigny
- 1993 : Maigret : Maigret et les Caves du Majestic de Claude Goretta : le directeur du Majestic
- 1995 : L'Allée du Roi, première partie, de Nina Companeez : l'abbé de Boisrobert
- 1996 : Troubles (Strangers) de Lewis Chesler, épisode Visit (1.8) : l'employé
- 1999 : H : M. Klebber
- 2006 : Jeanne Poisson, marquise de Pompadour de Robin Davis
- 2007 : René Bousquet ou le Grand Arrangement de Laurent Heynemann : Paul de Meritens
- 2008 : Plus belle la vie : Alphonse de Montmarin 'Maurice'
- 2009 : La mort n'oublie personne de Laurent Heynemann
- 2013 : 3 femmes en colère de Christian Faure : Adrien

## Doublage

### Cinéma

#### Films
- Michael Gough dans :
  - Batman (1989) : Alfred Pennyworth
  - Batman : Le Défi (1992) : Alfred Pennyworth
  - Batman Forever (1995) : Alfred Pennyworth
  - Batman et Robin (1997) : Alfred Pennyworth

- Austin Pendleton dans :
  - Skidoo (1968) : le Pr Fred
  - On s'fait la valise, docteur ? (1971) : Frederick Larrabee
  - Le Voleur qui vient dîner (1973) : Zukovsky

- Denholm Elliott dans :
  - Un pont trop loin (1977) : RAF officier météorologiste
  - Les Séducteurs (1980) : Stanley Parker
  - Indiana Jones et la Dernière Croisade (1989) : Marcus Brody

- Stephen Stucker dans :
  - Y a-t-il un pilote dans l'avion ? (1980) : le contrôleur Johnny Hinshaw
  - Y a-t-il enfin un pilote dans l'avion ? (1982) : le contrôleur Jacobs

- Roy Brocksmith dans :
  - Total Recall (1990) : Dr Edgemar
  - Kull le Conquérant (1997) : Tu

- Vincent Schiavelli dans :
  - Ma femme est dingue (1974) : l'employé de l'épicerie
  - Les Aventures de Buckaroo Banzaï à travers la 8e dimension (1984) : John O'Connor

- 1951[8] : L'Homme au complet blanc : Harrison (Stuart Latham)
- 1963 : Irma la Douce : le marin tatoué (Bill Bixby)
- 1963 : La Souris sur la Lune : Maurice Spender (Terry-Thomas)
- 1964 : Mary Poppins : un cavalier (J. Pat O'Malley) / un journaliste (Jim MacDonald)
- 1964 : La Rolls-Royce jaune : Taylor (Harold Scott)
- 1968 : Chitty Chitty Bang Bang : Herman, le premier espion (Alexander Doré)
- 1968 : Un colt nommé Gannon : Maz (Eddie Firestone)
- 1968 : If.... : le principal (Peter Jeffrey)
- 1968 : Le Gang de l'oiseau d'or : Smythe (Graham Crowden)
- 1969 : Ne tirez pas sur le shérif : Jason Danby (Bruce Dern)
- 1969 : L'or se barre : le chemisier (Simon Dee)
- 1971 : Un frisson dans la nuit : Jay Jay (Duke Everts)
- 1971[9] : Charlie et la Chocolaterie : le commissaire-priseur (Frank Delfino)
- 1972 : L'Apprentie sorcière : l'oiseau secrétaire (Lennie Weinrib) (1er doublage) (voix)
- 1972 : Frenzy : Sir George (John Boxer)
- 1972 : Dracula 73 : Joe Mitcham (William Ellis)
- 1972 : Le Flingueur : le touriste américain (Martin Gordon)
- 1973 : Soleil vert : Charles (Leonard Stone)
- 1973 : Woody et les Robots : Jeb Hrmthmg (Spencer Milligan)
- 1973 : Te Deum : un représentant de la banque[Qui ?]
- 1974 : Conversation secrète : Stan (John Cazale) (1er doublage)
- 1974 : Spéciale Première : Bensinger (David Wayne)
- 1975 : Barry Lyndon : Lord Ludd (Steven Berkoff)
- 1975 : Doc Savage arrive : Theodore Marley « Ham » Brooks (Darrell Zwerling)
- 1975 : Les Aventuriers du Lucky Lady : M. Tully (Anthony Holland)
- 1975 : L'Odyssée du Hindenburg : le major Napier (René Auberjonois)
- 1976 : Buffalo Bill et les Indiens : Nate Salisbury (Joel Grey)
- 1976 : Missouri Breaks : le Kid abandonné (Steve Franken)
- 1976 : Les Impitoyables : Mortimer (Rafi Ben Ami)
- 1976 : Deux Super-flics : Pierre, le domestique (Emilio Delle Piane)
- 1976 : Nickelodeon : Hecky (Mathew Anden)
- 1976 : La Carrière d'une femme de chambre : Gabriellino (Paolo Baroni) et un valet à la soirée[Qui ?]
- 1977 : La Castagne : l'arbitre du match final (Myron Odegaard)
- 1977 : Mon « Beau » légionnaire : le général Pecheur (Henry Gibson)
- 1977 : Le Grand Frisson : Dr Wentworth (Dick Van Patten)
- 1978 : Le Merdier : le lieutenant Finley Wattsberg (David Clennon)
- 1978 : Mon nom est Bulldozer : l'infirmier pendant le match[Qui ?]
- 1979 : Rocky 2 : le metteur en scène (John Pleshette)
- 1979 : Cactus Jack : l'agent du télégraphe (Mel Tillis)
- 1979 : Bienvenue, mister Chance : l'ami semi chauve de Warren[Qui ?]
- 1979 : Tueurs de flics : le travesti arrêté (René Le Vant)
- 1981 : Le Loup-garou de Londres : M. Collins (Frank Oz)
- 1982 : Meurtre au soleil : Rex Brewster (Roddy McDowall)
- 1982 : Banana Joe : Sarto, le tailleur (Gunther Philipp)
- 1982 : Porky's : le coach Fred Warren (Douglas McGrath)
- 1983 : Hysterical : Dracula (Charlie Callas)
- 1984 : Les Muppets à Manhattan : Bill la grenouille (Dave Goelz) (voix)
- 1986 : Crocodile Dundee : Fran, la grande invitée à la réception (Anne Francine)
- 1986 : À propos d'hier soir... : Colin (Tim Kazurinsky)
- 1986 : Trick or Treat : M. Wimbley (Charles Martin Smith)
- 1987 : Maurice : Simcox (Patrick Godfrey)
- 1988 : Un prince à New York : Maurice (Louie Anderson)
- 1988 : Einstein junior : le professeur lunatique (Warren Coleman)
- 1989 : Potins de femmes : Owen Jenkins (Bill McCutcheon (en))
- 1989 : Opération Crépuscule : le responsable du building (Ralph Foody (en))
- 1989 : La Guerre des Rose : Harry Thurmont (G. D. Spradlin)
- 1990 : Retour vers le futur 3 : l'homme au fil barbelé (Richard A. Dysart)
- 1990 : Joe contre le volcan : le vendeur de bagages (Barry McGovern)
- 1990 : Filofax : Ira Breen (Joe Lerer)
- 1991 : Robin des Bois, prince des voleurs : le scribe (John Tordoff) (1er doublage)
- 1991 : King Ralph : Duncan Phipps (Richard Griffiths)
- 1991 : L'embrouille est dans le sac : Van Leland (Sam Chew, Jr.)
- 1993 : Demolition Man : Dr Raymond Cocteau (Nigel Hawthorne)
- 1993 : Dans la ligne de mire : Sanford Riggs (William G. Schilling)
- 1993 : Le Fugitif : le présentateur (John Drummond)
- 1993 : La Liste de Schindler : Julius Madritsch (Hans-Jörg Assmanns)
- 1994 : The Shadow : Isaac Newboldt (Joseph Maher)
- 1995 : L'Île aux pirates : le gouverneur Ainslee (Patrick Malahide)
- 1995 : Casper : M. Rugg (Ben Stein)
- 1996 : Peur primale : l'archevêque Richard Rushman (Stanley Anderson)
- 1996 : Les 101 Dalmatiens : Frederick (Hugh Fraser) et le prêtre (Neville Phillips)
- 1996 : Mrs. Winterbourne : le Père Brian Kilraine (Peter Gerety)
- 1997 : In and Out : le proviseur (Bob Newhart)
- 1997 : Spice World, le film : M. Step (Michael Barrymore)
- 1998 : À nous quatre : Charles James (Ronnie Stevens)
- 2000 : Les Visiteurs en Amérique : le maître d'hôtel (Roy Boutcher)
- 2001 : La Planète des singes : le sénateur Nado (Glenn Shadix)
- 2003 : La blonde contre-attaque : Ray Fuchs (James Newman)
- 2004 : Deux Frères : le maître des enchères

#### Films d'animation
- 1944 : Le Golf : le narrateur[10] (court-métrage)
- 1949 : Le Crapaud et le Maître d'école : Rat
- 1949 : Dingo fait de la gymnastique : l'entraîneur (court-métrage)
- 1950 : Comment faire de l'équitation : le narrateur (court-métrage)
- 1951[11] : Alice au pays des merveilles : le Chapelier toqué
- 1959 : Pinocchio et la Clé d'or : Giuseppe et Duremar[12]
- 1963 : Merlin l'Enchanteur : le seigneur Pélimore[13]
- 1972 : Tintin et le Lac aux requins : le directeur du musée
- 1976 : La Flûte à six schtroumpfs : le visiteur
- 1977 :  Dot et le Kangourou : un lézard et un oiseau[14]
- 1977 : Anne et Andy : le chevalier Tout-Fou
- 1981[15] : Le Monde fou, fou, fou de Bugs Bunny : un journaliste (segment Grosminet sauveteur)[16]
- 1983 : Le Secret des Sélénites : Astuce et Lunus
- 1983 : Sherlock Holmes : Le Signe des quatre : Thaddeus Sholto
- 1983[17] : Le Noël de Mickey : Rat[18]
- 1985 : Le Livre céleste, une légende chinoise : le juge[19]
- 1985 : L'Homme au masque de fer : le narrateur, Fouquet et le capitaine
- 1986 : Babar et le Père Noël : le narrateur[20]
- 1986 : Les Minipouss et la Statue de la liberté : le magicien[21]
- 1993 : Batman contre le fantôme masqué : Alfred Pennyworth[n 1]
- 1994 : Poucelina : le révérend Rat
- 1994 : Felidae : Jesaja[22],[23]
- 1997 : Hercule : un villageois
- 1998 : Batman et Mr. Freeze : Subzero : Alfred Pennyworth[n 1],[24]
- 1998 : Pocahontas 2 : Un monde nouveau : le roi Jacques[25]
- 2001 : Le père Noël est sans rancune : le tigre[26] (court-métrage)
- 2001 : Mickey, la magie de Noël : Rat
- 2002 : Les 101 Dalmatiens 2 : Sur la trace des héros : le présentateur télé[27]
- 2003 : Batman : La Mystérieuse Batwoman : Alfred Pennyworth[n 1],[28]
- 2005 : Batman contre Dracula : Alfred Pennyworth[29]
- 2005 : Les Noces funèbres :  Gutknecht l'Ancien[30]
- 2005 : Tom et Jerry : La Course de l'année : Gorthan
- 2009 : Superman/Batman : Ennemis publics : Alfred Pennyworth[31],[32]
- 2010 : Batman et Red Hood : Sous le masque rouge : Alfred Pennyworth[33]
- 2011 : Les Aventures de Tintin : Le Secret de La Licorne : Aristide Filoselle
- 2011 : Batman: Year One : Alfred Pennyworth[34]
- 2012 : La Ligue des justiciers : Échec : Alfred Pennyworth[35]
- 2012 : Ernest et Célestine : M. Rançonnet
- 2012-2013 : Batman: The Dark Knight Returns : Alfred Pennyworth (parties 1 et 2)
- 2016 : Batman : Mauvais Sang : Alfred Pennyworth
- 2016 : Batman : Le Retour des justiciers masqués : Alfred Pennyworth[36]
- 2016 : Batman: The Killing Joke : Alfred Pennyworth[37]

### Télévision

#### Téléfilms
- Jonathan Cecil (en) dans :
  - Le Couteau sur la nuque (1985) : le capitaine Arthur Hastings
  - Drame en trois actes (1986) : le capitaine Arthur Hastings
  - Poirot joue le jeu (1986) : le capitaine Arthur Hastings
- 1990 : « Il » est revenu[38] : « Grippe-Sou », le clown (Tim Curry)
- 1990 : La Main de l'assassin : Dr Watson (John Hillerman)

#### Séries télévisées
- 1960 : La Quatrième Dimension : Carling (Edward Andrews) (saison 1, épisode 14)
- 1972-1974 : MASH : le père Francis Mulcahy (William Christopher) (1re voix, saisons 1 et 2)
- 1976 : L'Île perdue : Quell (Ron Blanchard)[39] (26 épisodes)
- 1992 : Lucky Luke : M. Edgar Rockbottom / Mendez (René Auberjonois) (invité - épisode 5)
- 1992 : Columbo : un policier ( ? ) (saison 12, épisode 1)
- 1992 : Le Prince de Bel-Air : Ed, le représentant de l'université de Princeton (Earl Boen) (saison 3, épisode 18)
- 1993-1995 : Loïs et Clark : Les Nouvelles Aventures de Superman : Nigel St. John (Tony Jay) (7 épisodes)
- 1994 : Le Retour des Incorruptibles : Walter Hastings (Thomas Carroll) (1re voix - saison 1, épisode 1)
- 1994-1998 : Cadfael : Frère-prieur Robert (Michael Culver) (13 épisodes)
- 1995 : Une nounou d'enfer : Claude (Edward Hibbert) (saison 2, épisode 25)
- 1997 : The Practice : Donnell et Associés : Emerson Ray (James Greene) (3 épisodes)
- 1999 : Dawson : M. Milo (Richard K. Olsen) (2e voix, saison 3)
- 2000 : Chérie, j'ai rétréci les gosses : Cosmo Szalinski (Tom Poston) (saison 2, épisode 18)
- 2001-2002 : Ally McBeal : Claire Otoms (Barry Humphries) (12 épisodes)
- 2006 : Desperate Housewives : Rupert Cavanaugh (Ian Abercrombie) (saison 3, épisode 9)
- 2006 : Hercule Poirot : Lanscombe (William Russell) (saison 10, épisode 3)

#### Séries d'animation
- 1953-1955 : Elmer Fudd : Elmer Fudd (voix de remplacement, épisodes Des fourmis dans les pattes et C'est une vie ?)[40]
- 1942-1961[41] : Super-Souris : le méchant renard[42]
- 1968[43] : Les Aventures de Batman : le maître d'hôtel (épisode 10)[44]
- 1972 : Pinocchio : Grand Coquin[45]
- 1975 : Joli-Cœur et Sac-à-Puces : Joli Cœur
- 1984 : Les Blufons : Zip l'écureuil et Pic Pic[46]
- 1986-1987 : Les Pitous : Nono[47]
- 1988-1993 : Comte Mordicus : Igor
- 1989-1990 : Alfred J. Kwak : voix additionnelles
- 1989-2000 : Babar : Pompadour
- 1990-1992 : Les Moomins : Sniff
- 1991 : Cupido : Charles, le majordome
- 1992-1995 : Batman, la série animée : Alfred Pennyworth
- 1993 : Family Dog : M. Binford[48]
- 1993 : La Légende de l'Île au trésor : Squire Trelawney[49]
- 1993 : Les Voyages de Corentin : le professeur Allendron[50]
- 1994-1996 : Animaniacs : le roi (épisode 36), Guide (épisode 45), Alphonse (épisode 60) et P (épisodes 60 et 87)[51]
- 1995 : L'Histoire sans fin : Whooshwoozool le Messager (1re voix), M. Ratibombousse (épisode 10)[52]
- 1995-1996 : Gargoyles, les anges de la nuit : Protéus (2e voix)[53]
- 1996 : Princesse Shéhérazade : Maître Scorpion (épisode 1)[54]
- 1996-1997 : Les Aventures des Pocket Dragons : Chevalier[55]
- 1997-1999 : Les Nouvelles Aventures de Batman : Alfred Pennyworth
- 1997-1999 : Superman, l'Ange de Metropolis : Alfred Pennyworth (3 épisodes)[56]
- 1997-2001 : Men in Black : Dirndl / le ministre Tarkan[57]
- 1998-1999 : Hercule : le roi Cinyras
- 1999 : Timon et Pumbaa : Reeves le majordome (épisode Chasse aux cafards)
- 2002 : Jackie Chan : le vieux moine (épisode 31)[58]
- 2004-2008 : Batman : Alfred Pennyworth
- 2007-2008 : Le Petit Dinosaure (série télévisée d'animation) : le grand-père de Petit-Pied
- 2008-2011 : Batman : L'Alliance des héros : Alfred Pennyworth
- 2011 : La Ligue des justiciers : Nouvelle Génération : Alfred Pennyworth (saison 1, épisode 8)

### Jeux vidéo
- 1996 : Down in the Dumps : le présentateur des planètes de La Galaxie de la chance
- 1998 : Heart of Darkness : voix additionnelles
- 2013 : Dishonored : Les Sorcières de Brigmore : l'infirmier William Trimble
- 2015 : Fallout 4 : voix additionnelles

### Divers
Jacques Ciron est également la voix française annonçant les mises en garde et consignes de sécurité dans The Twilight Zone: Tower of Terror, attraction ouverte au parc Walt Disney Studios.
Il a été la voix off de l'émission Cauet S'Lache sur Virgin Radio de 2017 à 2018.